# Young Vivian
Mititaiagimene Young Vivian CNZM NDSC (12 de novembre de 1935) és un polític i diplomàtic de Niue, que va exercir com a primer ministre de Niue dues vegades, la primera des de desembre de 1992 fins al març de 1993 després de la mort de Sir Robert Rex, i la segona entre 2002 i 2008. També va exercir com a ministre del gabinet diverses vegades, primer com a ministre d'Educació, Desenvolupament Econòmic i Agricultura i més tard com a ministre de Finances sota el govern de Robert Rex, i al gabinet de Sani Lakatani. De 1979 a 1982 va exercir com a secretari general de la Comissió del Pacífic Sud.

## Primers anys
Vivian va assistir a l'escola primària a Niue, abans d'anar a Nova Zelanda per a la seva educació secundària. Es va educar a l'escola preparatòria de St George a Wanganui des de 1949, i després a l'escola col·legiata de Wanganui com a intern entre 1951 i 1954. Després de completar la formació de professor a l'Ardmore Teachers' College, Vivian va tornar a Niue i va treballar com a professor durant gairebé 10 anys. Després va fer un curs sobre l'ensenyament de l'anglès com a segona llengua a la Universitat Victòria de Wellington, i va tornar de nou a Niue el 1969.

## Inicis de la carrera política
Vivian va ser escollit per primera vegada a l'Assemblea de Niue en les eleccions generals de 1969 i nomenat al Consell Executiu, com a membre d'Educació en el govern anterior a la independència de Robert Rex. Vivian va ser reelegit en les eleccions de 1972, i va formar part de l'equip que va negociar la independència de Niue. Va ser reelegit a les eleccions de 1975 i reelegit com a ministre d'Educació, Agricultura i Desenvolupament Econòmic, però va perdre la cartera de Turisme en favor de Frank Lui.
El 1978, Vivian va ser elegit secretari general de la Comissió del Pacífic Sud, renunciant al seu càrrec com a ministre per ocupar el càrrec. Va exercir de 1979 a 1982, i després va treballar com a oficial cultural per al govern de Niue. El 1984 va ser de nou a l'Assemblea Legislativa, però no va ser reelegit com a ministre. En un primer discurs, va denunciar que el procés de descolonització era forçat a Niue i va atacar Nova Zelanda per la seva manca d'assistència després de la independència. El 1985, quan el primer ministre Robert Rex va parlar de la jubilació, se'l va veure com un probable successor.

## Lideratge de l'oposició i primer ministre
Vivian va ser reelegit en les eleccions de 1987, i es va convertir en líder del nou Partit de l'Acció del Poble de Niue (NPAP). Com a líder de l'oposició, va liderar un vot de confiança contra Rex el 1989, que malgrat no va tenir èxit, hi va haver tres diputats del govern que el van recolzar. En les eleccions de 1990, el NPAP va obtenir 12 dels 20 escons, donant-li la majoria, però una disputa sobre el lideratge entre Vivian i el recentment elegit diputat Sani Lakatani va fer que Rex atragués un grup de diputats que van canviar de bàndol, i Rex es va convertir en primer ministre un altre cop, amb 12 a favor i 8 en contra. Menys de sis mesos després, Lakatani va ser acomiadat del gabinet després d'intentar derrocar Rex, i Vivian va ser nomenat ministre de Finances, Educació i Administració en el seu lloc. Més tard va exercir com a primer ministre en funcions durant la malaltia de Rex, i després de la seva mort el desembre de 1992, va ser elegit primer ministre. Va ser reelegit a l'Assemblea en les eleccions de 1993, però va perdre el càrrec de primer ministre en favor de Frank Lui per 11 vots a 9.

## Segon període d'oposició
Després de perdre el càrrec de Premier, Vivian va tornar a ser líder de l'oposició. El 1995 es va aliar amb Sani Lakatani, que havia estat novament destituït del gabinet, per bloquejar efectivament el Parlament, impedint que s'aprovés cap llei. El Tribunal d'Apel·lació de Niue va declarar il·legal un intent del govern de trencar l'estancament declarant vacants els escons dels diputats de l'oposició. Finalment, el bloqueig es va trencar quan Vivian va acceptar que el NPP dongués suport al pressupost del govern en un esforç per evitar eleccions anticipades.
Vivian va ser reelegit sense oposició en les eleccions de 1996, però no va optar a ser primer ministre.

## Gabinet i primer ministre per segon cop
El rebatejat Partit del Poble de Niue va obtenir la majoria en les eleccions de 1999, i Sani Lakatani va ser elegit primer ministre. Vivian va ser nomenat en el gabinet com a viceprimer ministre i ministre d'Educació.
Vivian va tornar a ser elegit sense oposició en les eleccions de 2002 i va ser escollit líder del partit en detriment de Lakatani. Posteriorment, va ser elegit primer ministre, derrotant Hunukitama Hunuki per 14 vots contra 6. Va nomenar Lakatani com el seu adjunt, però el va acomiadar només tres mesos més tard després que votés en contra del pressupost. Com a primer ministre va organitzar vols directes a Niue a través de Polynesian Airlines per impulsar el turisme, va negociar el finançament de la Unió Europea per a energies renovables, i va negociar una major ajuda de Nova Zelanda. Una proposta per permetre la immigració de Tonga i Samoa si els niueans no tornaven de Nova Zelanda va resultar impopular.
El gener de 2004, l'esposa de Vivian, Leone Tofuola Vivian, va morir després d'una llarga malaltia a Nova Zelanda. Mentre Vivian encara es trobava a Auckland, Niue va ser colpejada pel cicló Heta que va destruir la capital Alofi i l'únic hospital de l'illa. El govern va ser molt criticat pels seus esforços de reconstrucció, especialment pel repartiment de l'ajuda i l'assignació de noves cases.

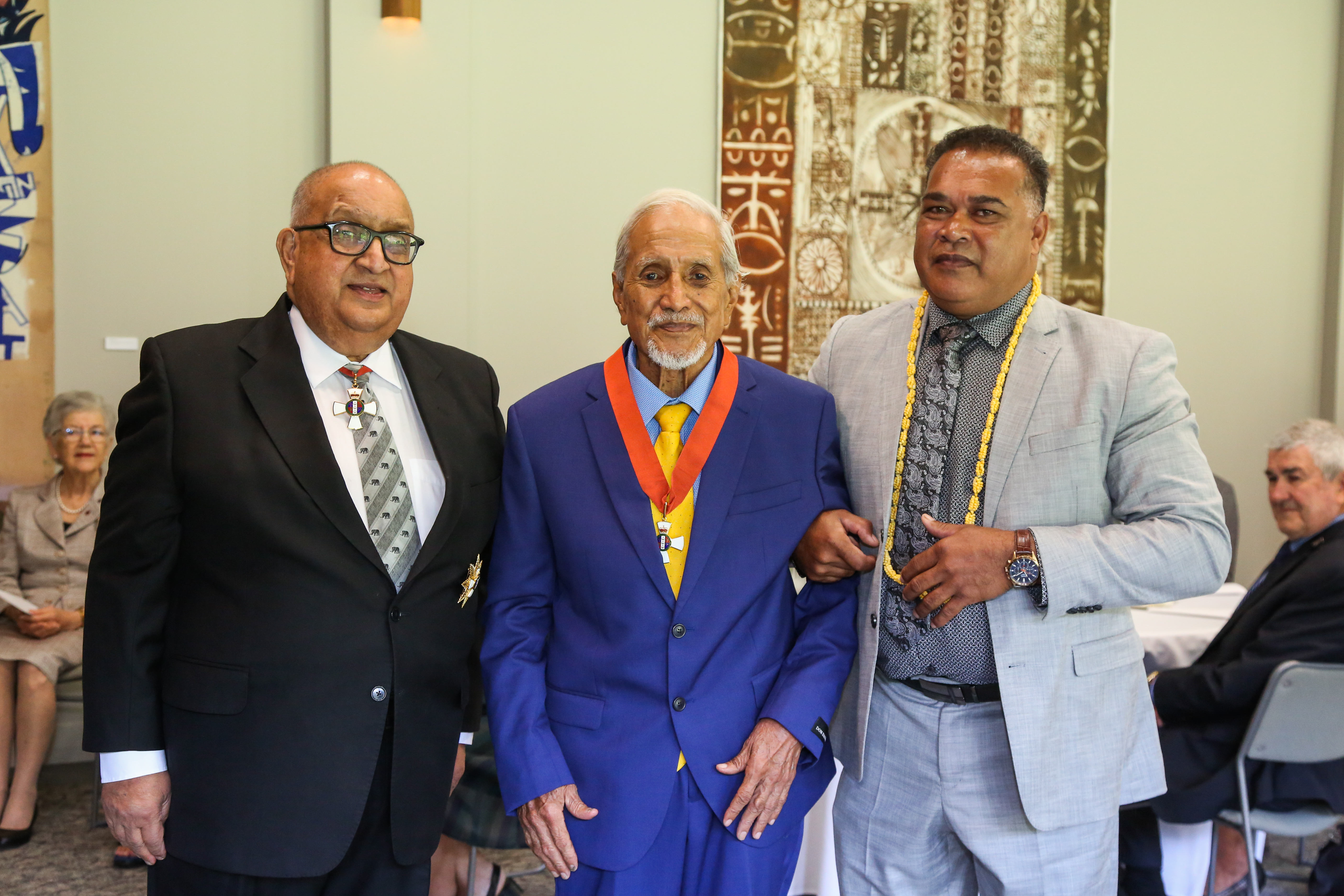
Vivian (al centre), després de la seva investidura a l'Ordre del Mèrit de Nova Zelanda per part de l'antic governador general, Sir Anand Satyanand (a l'esquerra), a la Casa del Govern d'Auckland, el 13 d'abril de 2023.

Va ser novament reelegit sense oposició en les eleccions de 2005 i va ser reelegit primer ministre, derrotant O'Love Jacobsen per 17 vots contra 3. El seu pressupost de 2005 va reduir la despesa, i el desembre de 2005 un informe del govern filtrat va revelar que Niue estava pràcticament en fallida. Un altre informe el 2006 va revelar més dificultats financeres i que l'ajuda del cicló s'havia utilitzat per apuntalar els comptes del govern. Nova Zelanda va proporcionar fons per a un rescat, però el govern de Vivian va retallar els serveis públics i va imposar càrregues de pagament dels usuaris per equilibrar els comptes. Vivian va ser acusat de mala gestió econòmica, però va sobreviure a un vot de confiança. Els problemes financers es van resoldre temporalment amb 750.000 dòlars obtinguts en una visita oficial a la Xina. Una proposta per introduir un impost sobre béns i serveis va ser rebutjada per l'Assemblea.
Va ser novament reelegit sense oposició al Parlament en les eleccions de 2008, però va perdre el càrrec de primer ministre en favor de Toke Talagi, que va guanyar per catorze vots contra els cinc de Vivian, i una abstenció.

## Vida posterior
En les eleccions generals de 2017, Vivian va perdre l'escó de Hakupu en favor de Michael Jackson. En les eleccions 2020, Vivian es va presentar per a un dels sis escons de la llista comuna, però no va tenir èxit.
El desembre de 2021, Vivian va ser evacuat en ambulància aèria de Niue a Nova Zelanda per rebre tractament mèdic.

## Honors i premis
En els premis nacionals inaugurals de Niue el 2020, Vivian va rebre la Creu de Servei Distingit de Niue. Va rebre l'Ordre del Mèrit de Nova Zelanda en els honors de l'any nou de 2023, pels serveis a Niue.